# Kinski Paganini
Kinski Paganini ist der letzte vollendete Film Klaus Kinskis, der das Drehbuch verfasste, die Hauptrolle spielte und auch die Regie und den Schnitt des Films übernahm.

## Handlung des Films
Der Film spielt im Europa des 19. Jahrhunderts und begleitet schemenhaft den Violinisten und Komponisten Niccolò Paganini. Den Ausgangspunkt bildet ein Konzert, in dem die Wirkung von Paganinis Musik auf das weibliche Geschlecht deutlich gemacht werden soll. Es schließt sich eine Bilderflut an, die sich hauptsächlich mit der unersättlichen Begierde Paganinis nach Frauen und seinem langsamen Verfall beschäftigt. Der umjubelte Musiker ist chronisch pleite und sein Lebensstil ist gerade der Kirche ein Dorn im Auge. Seine innere Unruhe treibt ihn von Stadt zu Stadt. Sein einziger Ruhepunkt ist sein Sohn Achille. Von ehrlicher Liebe erfüllt, bleibt Achille ihm bis zum Tode treu.
Der Film geht nicht biographisch vor. Vielmehr zeigt er die Darstellung der Person Paganini aus Kinskis Sichtweise.

## Kritik
Das Lexikon des internationalen Films kritisierte, „Kinski, der das Projekt seiner einzigen Regiearbeit lange Jahre vergeblich zu realisieren versuchte, spielt und inszeniert die Figur mit maßloser Expressivität und Exaltiertheit und setzt dabei das Delirierende und Haltlose über eine runde und professionelle Inszenierung.“

## Hintergrund und Interpretation
Der Film stellt eine Mischung aus Elementen der historischen Person Paganinis und autobiographischen Elementen Kinskis dar. Mehrere zentrale Themen des Films spiegeln Aspekte aus Kinskis eigenem Leben wider, so die Suche nach der restlosen und ungeteilten Begeisterung des Publikums für den Künstler, ein exzessives Sexualleben und die tiefe Liebe zu seinem Sohn. Bemerkenswert ist in dieser Hinsicht, dass Paganinis Geliebte und sein Sohn tatsächlich von Kinskis seinerzeitigen Geliebten Debora Caprioglio und seinem Sohn Nikolai Kinski gespielt wurden.
Die Person Paganini hat Kinski spätestens seit den 50er Jahren interessiert; er hatte dieses Projekt offenbar bereits mehrfach ins Auge gefasst, bevor er es Ende der 80er Jahre tatsächlich in Angriff nahm.
In dem Dokumentarfilm „Mein liebster Feind“ erzählt Werner Herzog, Kinski habe ihn gebeten, bei „Paganini“ Regie zu führen; er habe jedoch abgelehnt, da das Drehbuch „unverfilmbar“ sei.

## Fertigstellung und Wirkung
Die Dreharbeiten dauerten 7½ Wochen. Dabei wurden die Szenen meist ohne Unterbrechung durchgespielt und gleichzeitig von zwei Kameras aufgenommen. Insgesamt wurden so 45 Stunden Film belichtet. Anfang 1988 erstellte Kinski dann in fünf Wochen den ersten Rohschnitt.
Diese Rohschnittversion von knapp zwei Stunden Länge wurde den Filmfestspielen von Cannes angeboten, die aber ablehnten, da der Film zu brutal, ja pornografisch sei, was Kinski zu einer wutentbrannten Pressekonferenz vor Ort veranlasste.
Kinski musste sich schließlich dem Wunsch seiner Produzenten beugen und eine „spielbare“ Fassung von eineinhalb Stunden erstellen. Doch auch diese stieß kaum auf Interesse; lediglich in Japan kam der Film in die Kinos. Schließlich zeigte Kinski am 17. Dezember 1989 den Film auf eigene Kosten in der Pariser Oper. Schließlich kam der Film 1990 in Italien in die Kinos, allerdings zu einer sehr ungünstigen Zeit (während der Fußball-WM) und ohne großes Interesse des Verleihs.
2003 erschien Kinski Paganini auf DVD. Die Doppel-DVD enthält neben der Kinofassung auch die nicht nachbearbeitete Rohfassung.